# WordStar
WordStar var et tekstbehandlingsprogram udgivet af MicroPro. Programmet var oprindeligt skrevet til CP/M i 1978, men blev senere overført til DOS (1982). Wordstar havde en betydelig udbredelse i 1980'erne og betragtedes med sine mange funktioner og fokus på tekstproduktion periodens de facto standard.
| Software | Spire Denne artikel om software og programmering er en spire som bør udbygges. Du er velkommen til at hjælpe Wikipedia ved at udvide den. |